# Etxebarria
Etxebarria är en kommun i Spanien. Den ligger i Biscayaprovinsen i den autonoma regionen Baskien i norra delen av landet, 300 km norr om huvudstaden Madrid. Antalet invånare är 774 (2024). Arean är 17,84 kvadratkilometer. Etxebarria gränsar till Markina-Xemein, Mendaro och Elgoibar. 